# Sidney Dean Townley
Sidney Dean Townley (Waukesha, 10 aprile 1867 – Stanford, 18 marzo 1946) è stato un astronomo e geodeta statunitense.

## Biografia
Intraprese gli studi universitari presso la Università del Wisconsin-Madison dove si laureò con lode. In questo periodo si interessò di astronomia e lavorò come assistente presso il Washburn Observatory a Madison. Successivamente nel 1892 lavorò come assistente al Lick Observatory. Divenne quindi istruttore di astronomia dapprima alla Università del Michigan e poi alla Università della California. Dal 1893 lavorò presso l'osservatorio di Detroit studiando le stelle variabili e le comete. Nel 1897 divenne Doctor Scientiae discutendo una tesi sull'orbita di Psyche presso l'Università del Michigan. Nel 1898 viaggiò in Europa visitando gli osservatori di Berlino, Lipsia e Monaco. Al suo ritorno negli Stati Uniti insegnò dapprima all'Università della California - Berkeley e, poi venne nominato direttore della 
International Latitude Station a Ukiah, dove si interessò di geodesia ed in particolare di sismologia. Nel 1911 entrò come assistente alla Stanford University; in breve tempo divenne professore e mantenne l'incarico fino al suo pensionamento nel 1932 anno in cui divenne professore emerito. 
Fu membro della Società astronomica del Pacifico e suo presidente nel 1916. Fece anche parte della Seismological Society of America di cui fu, per diversi periodi, presidente, segretario o tesoriere. Durante tutta la sua carriera pubblicò circa cento articoli accademici.
A Sidney Dean Townley la UAI ha intitolato il cratere lunare Townley